# На куті
«На Куті́» — гідрологічний заказник місцевого значення в Україні. Розташований у Тернопільському районі Тернопільської області, в межах водно-болотного масиву, що в заплаві річки Гнізна, між смт Великими Бірками та селом Дичковим.

## Заснування
Оголошений рішенням Тернопільської обласної ради від 20 серпня 2010 року № 1043 «Про оголошення нових об'єктів і територій природно-заповідного фонду місцевого значення».
Метою створення заказника є збереження водно-болотного масиву заплави річки Гнізна та її притоки річки Гніздечна. Заказник є регулятором водного режиму Гнізни, місцем зростання водно-болотної рослинності, характерної для Західного Лісостепу та місцем розмноження, скупчення, проживання багатьох видів водно-болотної флори і фауни.

## Характеристика
В адміністративному відношенні заказник розміщений на території Великобірківської селищної (12,2 га) та Дичківської сільської рад (4,1 га). Загальна площа заказника становить 16,3 га, з них болота — 16,2 га, під водами — 0,1 га, в тому числі: під природними водотоками — 0,1 га, з них під річками — 0,1 га.

## Галерея

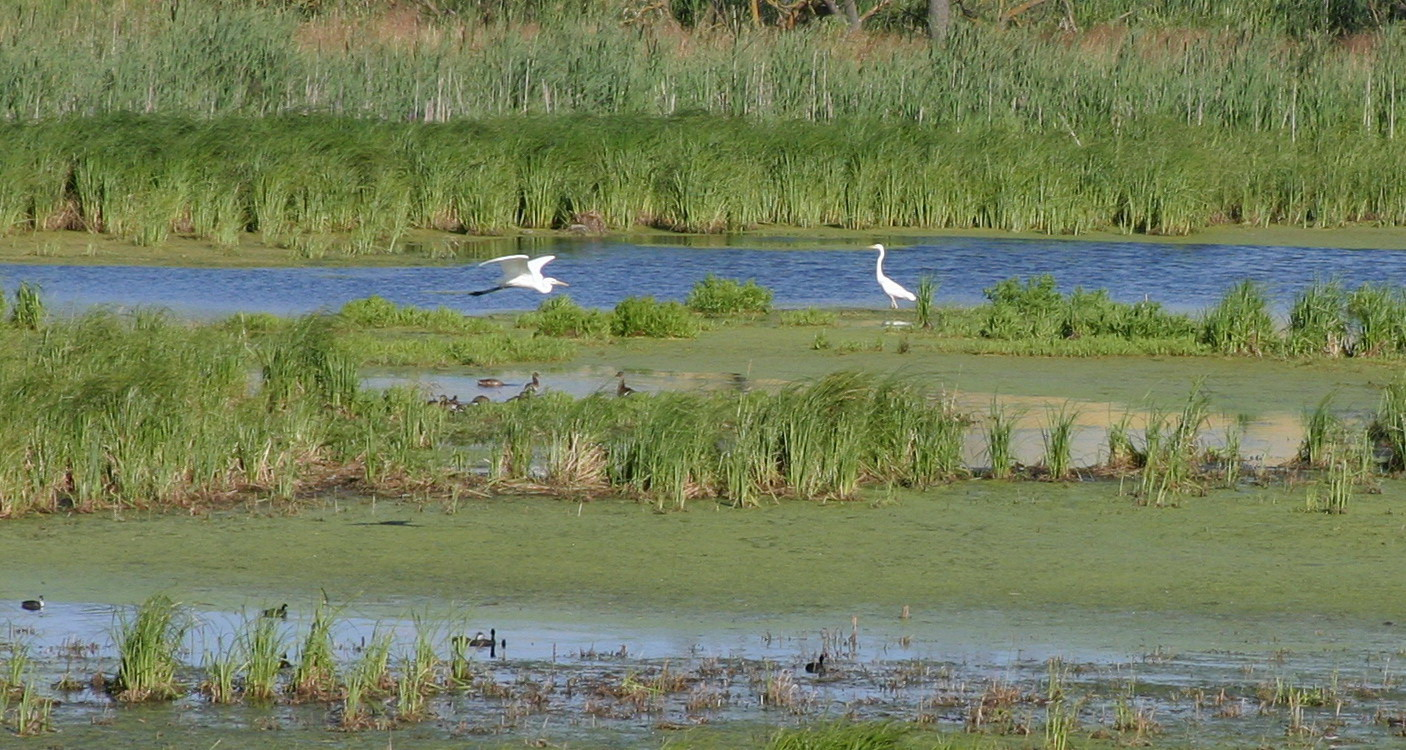
Білі чаплі
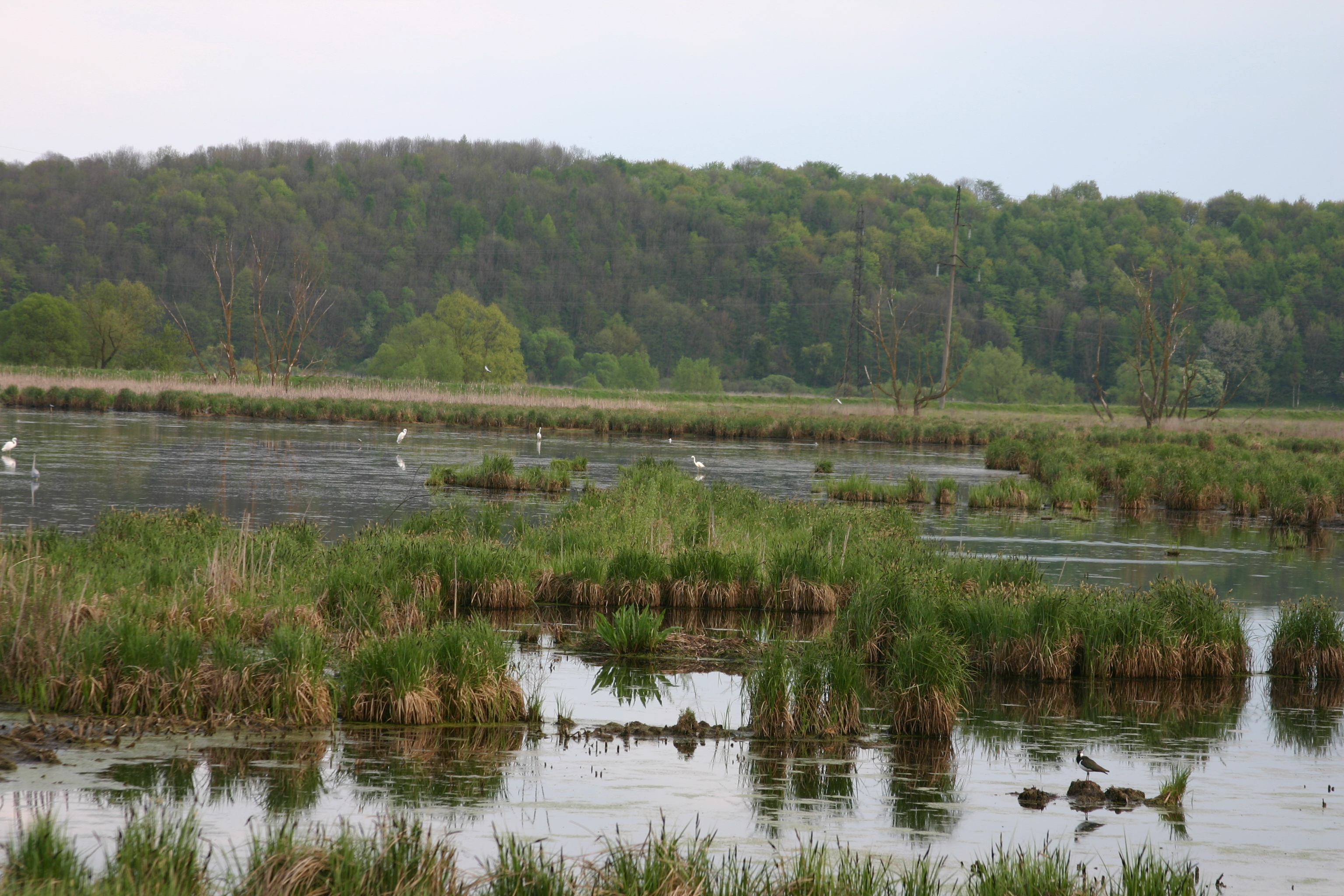
Гідрологічний заказник «На Куті»
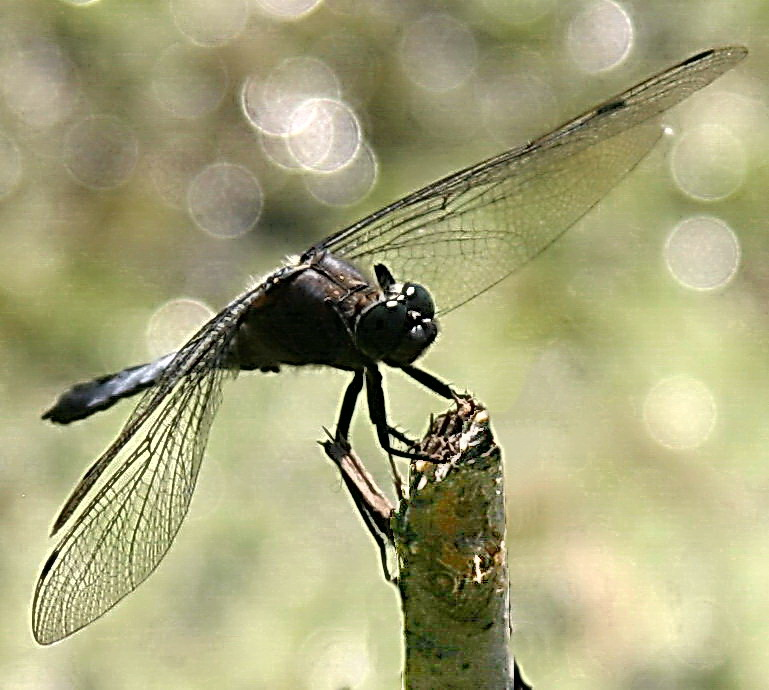
Бабка